# Ronald D. Laing

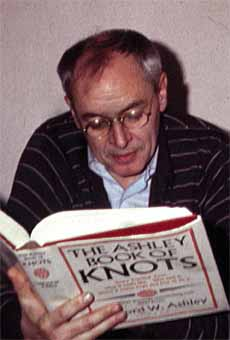
R. D. Laing (1983)

Ronald David Laing (* 7. Oktober 1927 in Glasgow, Schottland; † 23. August 1989 in St. Tropez, Frankreich) war ein britischer Psychiater und einer der Gründer der antipsychiatrischen Bewegung.

## Leben
Laing studierte Medizin an der Universität Glasgow und wurde 1951 zum Dr. med. promoviert. Von 1951 bis 1953 arbeitete er als Psychiater in der britischen Armee. Dort entwickelte er ein besonderes Interesse an psychotischen Patienten. Inspiriert durch die Lektüre von Harry Stack Sullivan, Frieda Fromm-Reichmann und Marguerite Sechehaye suchte er einen Zugang zu diesen Patienten im Sinne der Verstehenden Psychologie zu finden.
1956 lehrte Laing das Fach Psychologie an der Universität in Glasgow. Von 1962 bis 1965 war er Direktor der Langham-Klinik in London. Seit 1961 arbeitete er am Londoner Tavistock Institute of Human Relations.
Laing begann eine Ausbildung zum Psychoanalytiker am Institut für Psychoanalyse. Sein Lehranalytiker war Charles Rycroft unter Supervision von Donald W. Winnicott und Marion Milner. In Enttäuschung und kritischer Abkehr von dieser Erfahrung wandte er sich der analytischen Psychologie Carl Gustav Jungs zu, dessen Denken eine Rehabilitation psychotischer Prozesse als sinnvolle, seelische Neustrukturierung („Metanoia“) zu erlauben scheint.
1960 erschien The Divided Self (deutsche Ausgabe 1973: Das geteilte Selbst). Laing zog unter Rückbezug auf die zeitgenössische philosophische Strömung der Phänomenologie und der Existenzphilosophie ein erstes Resümee seiner Auseinandersetzung mit der konventionellen Psychiatrie und der Psychoanalyse. Er kritisierte auf der Grundlage einer phänomenologischen Ontologie interpersonaler Beziehungen insbesondere deren verdinglichenden, depersonalisierenden Charakter und die daraus resultierende ärztliche Praxis.
1965 gründete Laing die Philadelphia Association, deren Ziel es ist, psychisch Kranken durch das gemeinsame Leben in einem betreuten Haushalt die Einweisung in eine psychiatrische Anstalt zu ersparen. Eines der ersten Projekte war eine Wohngemeinschaft in Kingsley Hall, einem Haus in London, wo Laing und andere Mitglieder der Philadelphia Association gemeinsam mit Schizophrenen lebten (Dokumentarfilm Asylum von Peter Robinson, USA 1972).
In den 1960er Jahren arbeitete er mit dem Mathematiker, Psychologen und Philosophen George Spencer-Brown zusammen, der in Deutschland vor allem durch Niklas Luhmann bekannt wurde. Laing ist einer der wenigen Wissenschaftler, die sich explizit auf Spencer-Browns Laws Of Form berufen.
1989 starb Ronald D. Laing an einem Herzinfarkt beim Tennisspielen in St. Tropez.

## Theorie
Wie Ludwig Binswanger, Begründer der Daseinsanalyse, vor ihm, ließ sich Laing in der kritischen Auseinandersetzung mit der psychiatrischen Theorie und Praxis von den Einsichten der neueren deutschen (Husserl, Heidegger) und französischen Philosophie (Sartre) inspirieren, von denen er sich eine veränderte Sichtweise auf Phänomene schwerwiegender geistig-seelischer Störungen versprach. Er rezipierte ebenso die modernen tiefenpsychologischen Schulen (Freud, Jung) wie die zeitgenössische Kommunikationstheorie, die seelische Erkrankungen auf dysfunktionale Kommunikationsverhältnisse (Doppelbindungstheorie) zurückzuführen versuchte. Dabei hält Laing kritische Distanz zu sämtlichen Theorien psychischer Störungen, sofern sie die ursprüngliche menschliche Begegnung, d. h. den authentischen Beziehungsaspekt zwischen dem ärztlich Handelnden und dem Patienten verstellen. Dies gilt auch für Ansätze wie die Daseinsanalyse oder etwa der Antipsychiatrie, die sich auf seine Überlegungen berufen.

### Kritik des diagnostischen Blicks
Sein gesamtes Werk richtet sich gegen die schulmedizinische Verdinglichung der von Freud als unbehandelbar betrachteten psychotischen Erkrankungen. Für Laing stehen auch diese psychischen Störungen im Kontext einer – familiären und gesellschaftlichen – Genese und sind vor allem existentielle Situationen der Betroffenen selbst, die von diesen gelebt werden müssen und von den betreuenden Ärzten usw. mitgelebt und, wenn nur irgend möglich, existentiell mitverstanden anstatt objektiv kategorisiert werden sollten. Er weist regelmäßig nach, dass die Kriterien des diagnostischen Blicks etwa zur Definition der Schizophrenie ohne weiteres auf diesen zurückverweisen: Die Diagnose „Schizophrenie“ erweist sich so geradezu als Projektion einer schizophrenen Theorie; als solche beruht sie auf unbefragten Grundhaltungen und Prinzipien (etwa dem der Depersonalisation), die in der entsprechenden Diagnostik als krankheitswertige Merkmale am Objekt entdeckt werden.

### Interpersonale Phänomenologie
Laing begründete  die interpersonale Phänomenologie. Diese soll eine Methode zur Beschreibung dessen darstellen, was sich zwischen Personen abspielt, unter weitestgehendem Verzicht auf eine ärztliche Interpretation oder Ideologie (etwa der Psychoanalyse oder gerade geltender psychiatrischer Schulmeinung). Für die ärztliche Praxis fordert Laing eine phänomenologische Grundhaltung, die sich in der Bereitschaft zur unmittelbaren zwischenmenschlichen Begegnung und der Fähigkeit zum Verzicht auf die situationstypische Rollenverteilung ausdrückt.

### Ontologische Unsicherheit
Die Daseinserfahrung des Schizoiden oder Schizophrenen ist, so Laing, durch das Gefühl ständigen Bedroht-Seins gekennzeichnet, das er „ontologische Unsicherheit“ nennt, und von der Erlebnisgrundlage anderer Personen zu unterscheiden: „Wenn eine Position der primären ontologischen Sicherheit erreicht wurde, stellen die gewöhnlichen Lebensumstände keine fortwährende Bedrohung der eigenen Existenz dar. Wenn eine solche Lebensgrundlage nicht erreicht wurde, bilden die gewöhnlichen Situationen des tagtäglichen Lebens eine kontinuierliche und tödliche Bedrohung. Nur wenn man sich das klarmacht, ist es möglich zu verstehen, wie bestimmte Psychosen sich entwickeln können.“ Die permanente Vernichtungsangst äußere sich als Angst vor Verschlungenwerden, Implosion (zerstörerisches Eindringen der Realität ins Selbst) oder als Petrifikation (Versteinerung durch Schrecken) und Depersonalisierung.

## Werke
- Das geteilte Selbst. Eine existentielle Studie über geistige Gesundheit und Wahnsinn. 1987 (orig. The Divided Self. An existential study on sanity and madness. 1960).
- Sanity, Madness and the Family. 1964.
- The Politics of Experience. 1967.
  - Deutsch: Phänomenologie der Erfahrung. Übersetzt von Klaus Figge und Waltraud Stein, Suhrkamp, Frankfurt 1969, ISBN 3-518-10314-8.
- Die Politik der Familie. 1969 (orig. The Politics of the Family.).
- Mystifizierung, Konfusion und Konflikt. In: Schizophrenie und Familie.  Hrsg.: Jürgen Habermas, Dieter Henrich, Jacob Taubes. Suhrkamp, Frankfurt am Main 1969, S. 274–304 (vorher in: Intensive Family Therapy. New York 1965, S. 343–362)
- Knoten. (Orig. Knots. 1970).
- Vernunft und Gewalt. Drei Kommentare zu Sartres Philosophie 1950–1960. Mit D. G. Cooper, 1971.
- Interpersonelle Wahrnehmung. 1971 (orig. Inter-personal Perception.).
- Das Selbst und die Anderen. 1973 (orig. Self and others. Tavistock Publications, London 1961, 1969).
- Die Tatsachen des Lebens. (Orig. The Facts of Life. 1976).
- Liebst Du mich? Geschichten in Gesprächen und Gedichten. 1978 (orig. Do you love me?).
- Gespräche mit meinen Kindern. 1980 (orig. Conversations With Adam and Natasha.).
- Es stört mich nicht, ein Mensch zu sein. Ein Gespräch mit Vincenzo Caretti. 1981 (orig. Intervista sul folle e il saggio a cura di Vincenzo Caretti. 1979).
- Die Stimme der Erfahrung. Erfahrung, Wissenschaft und Psychiatrie. 1983 (orig. The Voice of Experience.).
- Weisheit, Wahnsinn, Torheit. Der Werdegang eines Psychiaters 1927–1957. 1985.

## Theater und Film
- „Did You Used to Be R.D. Laing?“[7] ist ein biografischer Fernseh-Dokumentarfilm von 1989. Im Jahr 2000 erhielt das gleichnamige Theaterstück einen Preis des Edinburgh Festival Fringe.
- 2017 veröffentlichte der britische Regisseur Robert Mullan (1947–2004) den biographischen Kinofilm „Mad to be normal“ mit David Tennant als Ronald D. Laing.[8]